# Phreatia tjibodasana
Phreatia tjibodasana är en orkidéart som beskrevs av Johannes Jacobus Smith. Phreatia tjibodasana ingår i släktet Phreatia och familjen orkidéer. Inga underarter finns listade i Catalogue of Life.